# Radiosíntesis (metabolismo)
La radiosíntesis, análoga a la fotosíntesis, es el proceso absorción y transformación de la radiación ionizante a energía química para la formación de compuestos orgánicos a partir de sustancias inorgánicas. Fue teorizada por el científico ruso S.I. Kuznetsov en 1956 pero no cobraría sentido hasta la década de 1990.
A diferencia de la fotosíntesis, que utiliza la radiación solar para sintetizar compuestos orgánicos, la radiosíntesis emplea la radiación ionizante del ambiente para la obtención de energía para sintetizar compuestos orgánicos. Algunas especies de hongos realizan este proceso que, según investigadores, está relacionado con la presencia de melanina en sus células.
Se ha sabido que este tipo de hongos melanizados no son alguna adaptación relativamente reciente, sino que estos ya existían desde hace mucho tiempo atrás:

Se encontraron grandes cantidades de esporas fúngicas con mucha melanina en depósitos del período Cretácico temprano. Cuando existían varias especies de animales y plantas que se extinguieron. Este período coincide con el mismo en el que la Tierra perdió su escudo contra la radiación cósmica.
Ekaterina Dadachova

Lo que no solo sugiere que la radiosíntesis pudo haberse originado para inhibir los efectos de la exposición radiactiva durante esa época, sino que también podrían existir más ejemplares de organismos radiotróficos.

## Radiotrofía en Chernóbil
En el accidente de Chernóbil de 1986, en el cual el reactor número cuatro explotó, se liberaron grandes cantidades de compuestos radiactivos al medio circundante. Desde entonces ha sido un lugar de investigación sobre los efectos de la radiación en un ecosistema. Pero a tan solo cinco años del evento, se descubrió que existía un tipo de organismo que no sufría daños por la exposición a la radiación de la zona, y que se sentía atraído por ella.
Los científicos que estudiaban el lugar del accidente en 1991 descubrieron hongos de color oscuro creciendo en el reactor. La proliferación de hongos por la sala del reactor era tan vasta que llamó la atención de la microbióloga Nelli Zhdanova, quien investigó a aquellos hongos que estaban creciendo en las cercanías y en las paredes del reactor.
En toda el área se encontraron más de 200 tipos de hongos, y la mayoría de ellos contenían una sustancia que les daba un color oscuro, tiempo después se supo que esta era la melanina. La melanina es un pigmento conocido por darle color oscuro a la piel y al cabello humano. Pero en estos hongos, además de darles coloración, también los protegía de la radiación. Unos de los hongos descubiertos creciendo en el reactor fueron Cladosporium sphaerospermum y Cryptococcus neoformans.
No era la primera vez que se veía algo así, ya se conocían hongos melanizados creciendo en regiones de altas montañas y zonas polares, donde hay pocos nutrientes pero con alta exposición a rayos ultravioleta. En 2016 el investigador de la NASA, Kasthuri Venkateswaran, visitó la zona y observó de cerca a los llamados "hongos negros".

Después del accidente, los hongos fueron los primeros organismos en aparecer y los científicos querían entender cómo pueden prosperar en un entorno así. Los hongos recolectados en el lugar del accidente tenían más melanina que los hongos recolectados fuera de la zona de exclusión.
Esto significa que los hongos se han adaptado a la actividad de la radiación, y se encontró que hasta un 20% de ellos eran radiotróficos, lo que significa que crecieron en respuesta a la radiación; Les gustó este ambiente.
Kasthuri Venkateswaran

## Experimento
En 2007 los investigadores de la Facultad de Medicina Albert Einstein, Ekaterina Dadachova y Arturo Casadevall, confirmaron que la melanina tenía un impacto significativo en la oxidación metabólica de hongos melanizados. Su experimento demostró que las colonias de Cryptococcus neoformans expuestas a una fuente ionizante mostraban un crecimiento acelerado, similar a lo visto en Chernóbil. El investigador Casadevall explicó al medio Scientific American:

En muchos reactores nucleares comerciales, el agua radioactiva se contamina con organismos melanóticos con pigmentación negra. Nadie sabe realmente qué demonios están haciendo allí.
Arturo Casadevall

## Aplicaciones
La radiosíntesis llevada a cabo por los hongos radiotróficos descubiertos en el área del accidente, los hace candidatos a futuras aplicaciones en misiones espaciales. Según una investigación en colaboración con la NASA, una capa de este tipo de hongos protege a los astronautas de la radiación cósmica, lo cual resulta clave en misiones de exposición prolongada.